# 勒蒙特利耶
勒蒙特利耶（法語：Le Montellier，法語發音：[lə mɔ̃təlje]）是法国东部安省的一个市镇，属于贝莱区。

## 地理
勒蒙特利耶（45°55'49"N, 5°4'24"E）面积15.38 平方千米，位于法国奥弗涅-罗讷-阿尔卑斯大区安省，该省份为法国东部省份，北起汝拉省，西北接索恩-卢瓦尔省，西接罗讷省和里昂大都会，南至伊泽尔省，东与萨瓦省、上萨瓦省和瑞士接壤。
与勒蒙特利耶接壤的市镇（或旧市镇、城区）包括：比里约、法拉芒、茹瓦约、蒙吕埃勒、皮宰、圣克鲁瓦。
勒蒙特利耶的时区为UTC+01:00、UTC+02:00（夏令时）。

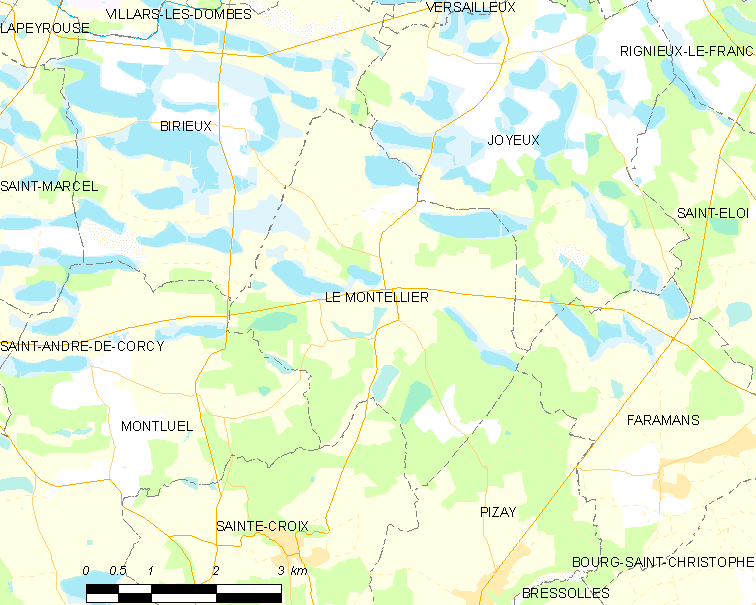
勒蒙特利耶的OSM定位图

## 行政
勒蒙特利耶的邮政编码为01800，INSEE市镇编码为01260。

## 政治
勒蒙特利耶所属的省级选区为梅克西米约县。

## 人口

1962-2008年间勒蒙特利耶人口变化图示

勒蒙特利耶于2022年1月1日时的人口数量为329人。